# Gazdasági verseny
A gazdasági verseny a nemzetközi vagy belföldi piac szereplői közötti verseny, amelyben országok és országcsoportok, emberek és vállalkozásaik, többnyire gazdasági szervezet formájában vesznek részt.

## A gazdasági szervezetek közötti verseny
A gazdasági szervezetek egymással vagy együttműködnek vagy versenyeznek, ahogy azt az érdekük megkívánja. A verseny – egyes vélemények szerint – túl szép szó arra, ami történik, amennyiben ez nem olyan megméretés, mint a sportverseny, ahol közönség előtt, remélhetőleg titkos szerek nélkül, szabályok szerint megadott pályán folyik a küzdelem, és nem jár a győzelem a legyőzöttek sportból való kiszorulásával.
A gazdasági szervezetek több olyan stratégiai és taktikai döntést hoznak, amelyek következményei az érintettek részére élet vagy halál kérdését jelentik, tehát az üzlet (angolul „business”) komoly dolog, nem szokás keverni az érzésekkel, a barátsággal, nem várható el az ellenszolgáltatás nélküli cselekedet, kivéve, ha ennek haszna van. A versengés során kialakulnak olyan helyzetek, amikor előnyös az együttműködés, akárcsak átmenetileg is, többnyire azzal a céllal, hogy a végén ne kelljen senkivel se versenyezni, hogy egyedül legyen, uralkodjon az üzleti szervezet a piacon.
Ebben a törekvésben az elmúlt 50 év alatt hatalmas méretű és erejű, úgynevezett multinacionális vállalatok jöttek létre (gúnynevükön multik), amelyek bevételi nagyságrendje meghaladja az etnikai, földrajzi vagy politikai alapon szerveződött szervezetek költségvetéseit. Egyesek véleménye szerint nem kizárt, hogy ennél fogva az igen sok lábon álló, magasan szervezett, erősen integrált és ma már „mindenevő” multik egyszer csak kiszorítják az egyéb alapokon szervezett közösségeket, mert megtalálják az együttműködés széles körben elfogadható formáit az általuk kiszolgált ügyfelekkel, a lakossággal és más üzletekkel.
A gazdasági szervezetek között négy alapvető csoportosulás létezik.Ezek: tröszt, kartell, konszern és szindikátus. A nemzetközi jog ezekkel szemben védő intézkedésekkel lép fel a kisebb vállalatok érdekében.